# Mughiphantes alticola
Mughiphantes alticola là một loài nhện trong họ Linyphiidae.
Loài này thuộc chi Mughiphantes. Mughiphantes alticola được Andrei V. Tanasevitch miêu tả năm 1987.